# 温たまらん丼

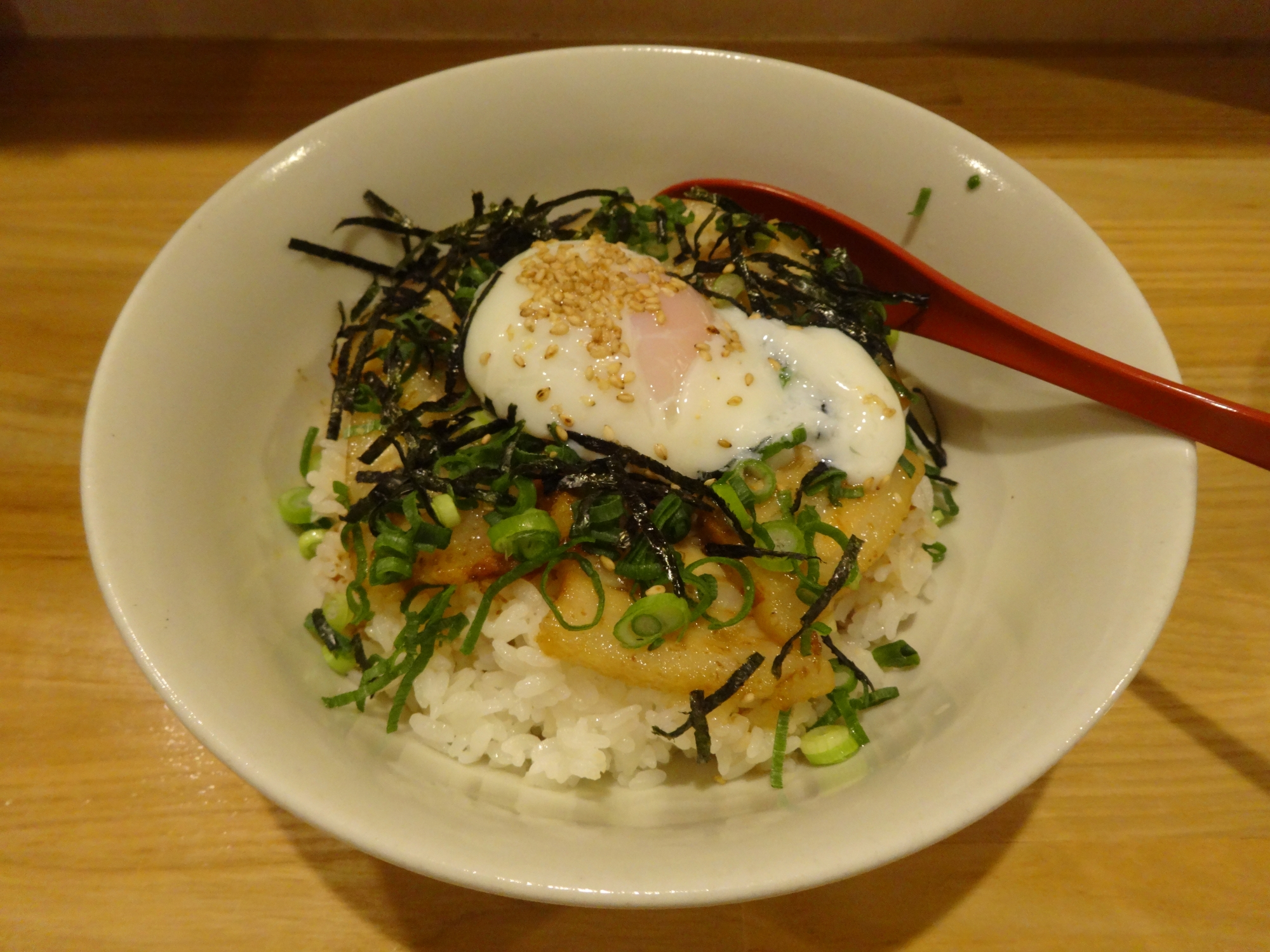
温たまらん丼の例
（元祖指宿ラーメン二代目）

温たまらん丼（おんたまらんどん）は、鹿児島県指宿市で販売されているご当地グルメである。

## 概要
2009年4月1日に誕生した指宿市の新たなご当地料理で、各店舗独自の食材に砂むし温泉を使用して作った温泉卵を添えた丼料理 。2023年時点では指宿市内17店舗で提供されている。
温泉で有名な指宿に新たな目玉を作ろうと、JR指宿駅で郷土料理店を営む店長が発案。それに市内のレストランや居酒屋など15店の経営者が賛同し、各店で和洋中様々なメニューを開発、2009年4月から販売を開始した。
温たまらん丼は温泉卵と「たまらなくおいしい丼」にちなんで名付けられた名前。使われる卵は特産のカツオの頭を砕いた粉とサツマイモをエサに使った鶏の卵を、市内の源泉で茹でたものに限定している。それ以外のレシピは統一されておらず、和食店やラーメン店、洋食店やソバ屋など様々な店から鹿児島黒豚や地鶏やウナギやオクラなど様々な地元産の具を利用した丼を提供している。
2009年に温たまらん丼を提供する10店を制覇すれば携帯電話用の特製ストラップがもらえるスタンプラリーを開始。
2011年には温たまらん丼を提供する店舗を掲載するガイド紙を作成している。

## 温たまらん丼の例
上述のように、「丼であること」、「指宿の砂蒸しで作った温泉卵が入っていること」、「指宿産や県内産の美味しい素材を使っていること」が要件となっているため、様々な丼が提供されており、以下に例示する 。
- あつあつ石焼きタコライス丼[8]
- 温玉帆立黒焼カレー丼[9]
- ハワイアンDON
- 板前まかない丼[10]
- かつお蒲焼き温たまらん丼[11]
- いぶすき黒豚丼[12]
- オクラ丼[13]

## 評価
- 2012年2月に行われた「Show-1グルメグランプリ」 [注釈 1]本大会では3位にランクインした（1位は「枕崎鰹船人めし[15]」）[14][16]。
- 2022年に『生活ガイド.com』が行った「『ご当地どんぶりランキング』トップ10」では6位であった[17]。